# NGC 703
NGC 703 ist eine elliptische Radiogalaxie vom Hubble-Typ E/S0 im Sternbild Andromeda am Nordsternhimmel. Sie ist schätzungsweise 255 Millionen Lichtjahre von der Milchstraße entfernt und hat einen Durchmesser von etwa 65.000 Lichtjahren. Die Galaxie gilt als Mitglied der Galaxiengruppe Abell 262.

Im selben Himmelsareal befinden sich u. a. die Galaxien NGC 704, NGC 705, NGC 708, NGC 709.
Das Objekt wurde am 21. September 1786 vom deutsch-britischen Astronomen Wilhelm Herschel entdeckt.